# Hans-Peter Villis
Hans-Peter Villis (* 6. Juli 1958 in Castrop-Rauxel) ist ein deutscher Manager und Vorstandsvorsitzender des VfL Bochum. Zuvor war er vom 1. Oktober 2007 bis zum 30. September 2012 Vorstandsvorsitzender der EnBW Energie Baden-Württemberg AG.

## Leben
Von 1987 bis 1989 war Villis Kaufmännischer Leiter der Werksdirektion Kokereien, Bergbau AG Westfalen in Dortmund. Im Anschluss arbeitete er bis 1992 bei der VEBA Kraftwerke Ruhr AG in Gelsenkirchen als Manager Planung und Controlling. Villis wechselte 1992 in die VEBA AG und war dort bis 1993 als Projektmanager Ostdeutschland tätig. Von 1993 bis 1999 war Hans-Peter Villis Geschäftsführer der Städtischen Werke Magdeburg GmbH. Danach war er Mitglied im Vorstand der Gelsenwasser AG bis 2002. Von Januar 2003 bis September 2003 war Villis Geschäftsführer des Elektrizitätswerks Wesertal GmbH in Hameln. Anschließend war er bis Juni 2006 Vorstandsvorsitzender E.ON Westfalen Weser AG in Paderborn. Danach war er bis September 2007 Finanzvorstand und Stellvertretender Vorstandsvorsitzender der E.ON Nordic AB. Am 1. Oktober 2007 wurde Hans-Peter Villis als Nachfolger von Utz Claassen zum Chief Executive Officer der EnBW.
Im August 2010 positionierte sich Villis als einer von 40 Unterzeichnern des Energiepolitischen Appells, einer Lobbyinitiative der vier großen Stromkonzerne um die Laufzeitverlängerung deutscher Kernkraftwerke voranzubringen.
Im Dezember 2011 kündigte Villis seinen Rückzug an. Er stehe nach Auslaufen seines Vertrages Ende September 2012 nicht mehr zur Verfügung.
EnBW teilte am 30. März 2012 mit, dass Frank Mastiaux sein Nachfolger wird.
Seit seinem Ausscheiden bei der EnBW ist Villis als Berater in der Energiebranche tätig und sitzt in verschiedenen Räten, unter anderem bei der Solarwatt GmbH.
Im Geschäftsjahr 2011 erhielt Villis eine Gesamtvergütung von rund 2,1 Millionen Euro – das sind etwa 175.000 Euro monatlich. Im Vorjahr waren es mehr als drei Millionen Euro gewesen.
Villis war seit Oktober 2010 Aufsichtsratsmitglied des Fußballbundesligisten VfL Bochum. Im September 2012 übernahm er den Aufsichtsratsvorsitz beim VfL Bochum. Seit Ausgliederung des wirtschaftlichen Geschäftsbetriebs im August 2018 ist er Vorsitzender des Präsidiums bzw. Vorstandsvorsitzender des VfL Bochum 1848 Fußballgemeinschaft e.V. Im November 2022 wurde er von der Mitgliederversammlung für vier weitere Jahre im Amt bestätigt.
Hans-Peter Villis wurde Anfang 2025 als Präsident und Aufsichtsratsvorsitzender des VfL Bochum abgewählt. Nach einer dreimonatigen Auszeit, die offiziell mit gesundheitlichen Gründen begründet wurde, versuchte Villis, in seine Ämter zurückzukehren. Dies stieß jedoch auf Widerstand innerhalb des Präsidiums, das ihm das Vertrauen entzog und ihn abwählte.

## Belege
1. ↑  EnBW-Chef Villis kündigt seinen Rückzug an. In: zeit.de, 6. Dezember 2011.
2. ↑  enbw.com
3. ↑  Dr. Frank Mastiaux übernimmt ab Oktober 2012 den Vorsitz des Vorstands bei der EnBW Energie Baden-Württemberg AG (Memento vom 6. Mai 2012 im Internet Archive)
4. ↑  Die SOLARWATT GmbH im Überblick. Abgerufen am 20. September 2017.
5. ↑  EnBW Corporate Governance Bericht (PDF).
6. ↑  Die Führung des VfL Bochum 1848. In: vfl-bochum.de, abgerufen am 7. Dezember 2011.
7. ↑  Michael Eckardt und Ralf Ritter: Hans-Peter Villis ist neuer Aufsichtsrats-Chef beim VfL Bochum. In: Westdeutsche Allgemeine Zeitung. Funke Mediengruppe, 10. September 2012, abgerufen am 1. Mai 2025.
8. ↑  VfL Bochum: Ausgliederung abgeschlossen. 10. August 2018, abgerufen am 21. Mai 2019.
9. ↑  VfL Bochum 1848 Fußballgemeinschaft e.V: Präsidium/Vorstand - VfL Bochum 1848. Archiviert vom Original (nicht mehr online verfügbar) am 10. April 2023; abgerufen am 21. Mai 2019.  Info: Der Archivlink wurde automatisch eingesetzt und noch nicht geprüft. Bitte prüfe Original- und Archivlink gemäß Anleitung und entferne dann diesen Hinweis.
10. ↑  VfL Bochum 1848 Fußballgemeinschaft e.V: #VfLMV2022: Villis und Co. bestätigt. Abgerufen am 25. November 2022.
11. ↑  Stefan Döring: VfL Bochum: Hans-Peter Villis als Präsident abgewählt. 28. Januar 2025, abgerufen am 25. Mai 2025.

| Personendaten    | Personendaten      |
| ---------------- | ------------------ |
| NAME             | Villis, Hans-Peter |
| KURZBESCHREIBUNG | deutscher Manager  |
| GEBURTSDATUM     | 6. Juli 1958       |
| GEBURTSORT       | Castrop-Rauxel     |